# Parafia św. Marcina w Barkowie
Parafia św. Marcina w Barkowie – parafia rzymskokatolicka w Barkowie, w dekanacie Prusice w archidiecezji wrocławskiej.

## Historia parafii
Parafię erygowano w XIV w. Aktualne księgi metrykalne prowadzone są od 1945 r.

## Duszpasterze
- ks. Stanisław Ekiert
- ks. Józef Jagielski
- ks. Stanisław Jędryczko
- ks. Władysław Niedźwiecki
- ks. Jan Wojtasik
- ks. Aleksander Szafarski
- ks. Zdzisław Olszewski
- ks. mgr kan. Zbigniew Nowak
- ks. mgr Tadeusz Nowak
- ks. mgr Mariusz Grzesiowski (2010 – obecnie).

## Obszar parafii
W skład parafii wchodzą następujące miejscowości:
- Aleksandrowice, Barkówko, Białawy Małe, Białawy Wielkie, Czaplewo, Kędzie, Lubiel, Łapczyce, Raszowice, Szydłów, Węglewo Wołowskie, Wierzbina.

## Kościoły i kaplice
- Kościół pw. św. Marcina w Barkowie – parafialny
- Kościół pw. św. Antoniego z Padwy w Barkowie – pomocniczy
- Kościół pw. Nawiedzenia NMP w Białawach Małych – kościół filialny

## Grupy parafialne
Żywy Różaniec, Rada Parafialna, Lektorzy, Ministranci